# ザ・レジスタンス
『ザ・レジスタンス』（英: The Resistance）は、イギリスのロックバンドであるミューズの5作目のスタジオ・アルバム。2009年9月11日にワーナー・ミュージック・グループから発売。全英アルバムチャートで1位を記録し、グラミー賞で最優秀ロック・アルバム賞を受賞。

## 制作
前作『ブラック・ホールズ・アンド・レヴァレイションズ』発売に伴う約2年に及ぶワールドツアー終盤の休暇期間を経て、2008年5月から本作のための作曲を開始する。本作はバンドにとって初の完全セルフ・プロデュースで制作され、レコーディングはイタリアのコモ湖畔にあるマシュー・ベラミー所有のスタジオ「war-bunker」で行われた。
ベラミーはジョージ・オーウェルの小説『1984年』を再読したことが本作の作詞に大きな影響を与えたと話した。
組曲「エクソジェネシス」についてベラミーは「人類が終わりを迎え、宇宙を探検し、人類を他の惑星に広めるために出かけた宇宙飛行士たちに、誰もが望みを託すという物語である」としている。

## 発売
イギリスでは2009年9月11日にワーナー・ミュージック・グループ傘下のミューズのレーベル「Helium-3」から発売。全英アルバムチャートで1位を記録。アメリカでは9月15日にワーナー・レコードから発売され、Billboard 200で3位。
日本では9月16日にワーナーミュージック・ジャパンから発売され、オリコン週間アルバムチャートで11位。10月21日には本作のメイキング映像を収録したDVD付属のスペシャル・エディションを発売した。
2011年2月に開催された第53回グラミー賞では最優秀ロック・アルバム賞を受賞し、イギリス（BPI）で2010年にダブル・プラチナ、アメリカ（RIAA）で2016年にプラチナの認定を受けた。
なお、収録曲「アイ・ビロング・トゥ・ユー」のリミックスバージョンが映画『ニュームーン/トワイライト・サーガ』のサウンドトラックに収録された。
収録曲「エクソジェネシス（脱出創世記）：交響曲第3部（あがない）」は、カミラ・ワリエワ、本田ルーカス剛史、山本草太などによってフィギュアスケートの楽曲としても使用されている。

## ミュージックビデオ
「アップライジング」のミュージックビデオは、巨大なテディベアが建物を破壊しているのが特徴であり、これについてローリングストーン誌は、映画『ゴーストバスターズ』へのオマージュであるとしている。
MTVの反人身取引キャンペーン「MTV EXIT」にて、「MKウルトラ」のミュージックビデオを特別制作した。

### 鉄拳の「振り子」の公式化
「エクソジェネシス（脱出創世記）：交響曲第3部（あがない）」のミュージックビデオは、元々は日本のお笑い芸人である鉄拳がテレビの企画で制作したパラパラアニメであり、BGMとして同楽曲が使用された。「振り子」と題されたその動画がYouTubeに公開されると感動的なストーリーが話題となり、300万回再生を記録。同作品を観たミューズはそのクオリティに感銘を受け、同楽曲の公式ミュージックビデオとしてリリースすることにした。公式化にあたり、鉄拳は新たに約1分30秒のアニメーションを描きおろし、約60日間を費やして完全版を制作した。公式版は2012年10月31日に全世界で配信され、iTunes Storeの「トップ・ミュージック・ビデオ」ランキングで1位を記録。ミューズは同作品の収益を東日本大震災の復興支援に寄付することを発表した。

## 批評
オールミュージックのAndrew Leaheyは、本作について「これまでで最も完成度の高い作品」と評した。大きければ大きいほど良いという前提のもとに制作された超大作であり、ロック・オペラの手法を取り入れ、クイーンからヒントを得ているとした。また、クイーン以降、大げささと贅沢さの交差をこれほど探求したバンドはほとんどなかったと語り、「マシュー・ベラミーはブライアン・メイとフレディ・マーキュリーの両方を目指しているようだ」と語った。また、ブライアン・メイは本作を称賛し、クイーンの作風と比較された楽曲「ユナイテッド・ステイツ・オブ・ユーラシア」について、「見事な出来栄え」と評した。
ピッチフォークのJess Harvellは、21世紀のロック・アルバムの多くがそうであるように、本作も準オペラ的なメロドラマを詰め込んでいるが、グリズリー・ベアやダーティー・プロジェクターズのようなオーケストレーションされたアート・ロックに傾倒している人たちからは敬遠されてしまうだろう、と評した。歌詞については、「We will be victorious」（我々は勝利するであろう）、「They won't stop breaking us down」（彼らは我々を破壊することを止めない）といった、大勢で叫びたくなるような歌詞を常に投げかけ、物事を「我々」と「彼ら」に簡単に分解し、古くからあるロックの定番である「善（我々、ファン）と悪（彼ら、政府と企業の結びつき）」の構図になっているとした。一方で、ファシズム的な現代世界を打倒するためというよりは、一体感や抵抗といった熱くて心地よい感情を鼓舞するために作られているとし、曖昧であるとも評した。
ローリング・ストーン誌のJody Rosenは、歌詞について「偉そうな戯言」、「決まり文句の寄せ集め」であるとし、聴き手はミューズの存在意義が何なのか疑問に思うであろう、と評した。

## 論争

### グレン・ベックとの政治的対立
FOXニュースの元司会者で、アメリカの保守系コメンテーターであるグレン・ベックに本作を賞賛されたことにマシュー・ベラミーはガーディアンで不快感を示し、自身がノーム・チョムスキーに近い左派リバタリアンであることを表明した上で、ベックに代表される右翼的な政治思想への批判を展開した。これに対しベックはベラミー宛の公開書簡で「あなたにとって不愉快なことかもしれませんが、それでも私はあなたの曲を大音量で流します」、「私にとってあなたの歌は、団結の大合唱を求める賛歌であり、今日の世界が直面している根本的な問題、すなわち人間は自分自身を支配することができるのかという問いを投げかけている」などと語った。

### 「エクソジェネシス」を巡る訴訟
2012年にアメリカの作曲家を名乗る人物が、「エクソジェネシス」は自身が2005年にミューズ宛に送ったシネマティック・ロック・オペラのコンセプト、曲名、アートワークを盗作したものであるとして、著作権侵害などを理由にワーナー・ミュージックを提訴して350万ドルを要求した。これについてミューズは「事実無根で根拠のない申し立て」「受け取ったことも見たこともない脚本に基づくもので、聞いたこともない人物によって制作されたもの」として盗作を否定した。
この訴訟は2013年にニューヨークの判事によって棄却され、「たとえミューズが以前から盗作元とする作品に触れていたとしても、争点となっているミューズの楽曲で描かれている筋書きは抽象的すぎて、この作曲家のロック・オペラ脚本の侵害には当たらない」との判決を下した。

## 収録曲
全作詞・作曲: マシュー・ベラミー（4、8曲目を除く）
| #         | タイトル | 作詞・作曲                                  | 時間  |
| --------- | --- | ------------------------------------------- | ----- |
| 1.        | 「アップライジング（叛乱） Uprising」                                                                          |                                             | 5:03  |
| 2.        | 「レジスタンス（愛の抗戦） Resistance」                                                                        |                                             | 5:46  |
| 3.        | 「アンディスクローズド・デザイアーズ(禁じられた欲望） Undisclosed Desires」                                    |                                             | 3:56  |
| 4.        | 「ユナイテッド・ステイツ・オブ・ユーラシア（ユーラシア合衆国） United States of Eurasia (+Collateral Damage)」 | マシュー・ベラミー フレデリック・ショパン   | 5:47  |
| 5.        | 「ガイディング・ライト（導く光） Guiding Light」                                                               |                                             | 4:13  |
| 6.        | 「アンナチュラル・セレクション（人為的淘汰） Unnatural Selection」                                             |                                             | 6:54  |
| 7.        | 「MK ウルトラ MK Ultra」                                                                                       |                                             | 4:06  |
| 8.        | 「アイ・ビロング・トゥ・ユー（あなたの声に私の心は開く） I Belong to You (+Mon Cœur S'ouvre a ta Voix)」       | マシュー・ベラミー カミーユ・サン＝サーンス | 5:38  |
| 9.        | 「エクソジェネシス（脱出創世記）：交響曲第1部（序曲） Exogenesis: Symphony Part 1 (Overture)」                 |                                             | 4:18  |
| 10.       | 「エクソジェネシス（脱出創世記）：交響曲第2部（他家受精） Exogenesis: Symphony Part 2 (Cross-Pollination)」    |                                             | 3:56  |
| 11.       | 「エクソジェネシス（脱出創世記）：交響曲第3部（あがない） Exogenesis: Symphony Part 3 (Redemption)」           |                                             | 4:37  |
| 合計時間: | 合計時間: | 合計時間:                                   | 54:18 |

## シングル
1. アップライジング - Uprising
全英シングルチャート9位[35]。
2. アンディスクローズド・デザイアーズ - Undisclosed Desires
全英シングルチャート49位[35]
3. レジスタンス - Resistance
全英シングルチャート38位[35]
4. エクソジェネシス - Exogenesis: Symphony
500枚限定で12インチシングル盤として発売[36]